# Kim Kwang-jin
Kim Kwang-jin (kor. 김광진 ;ur. 1998) – północnokoreański zapaśnik walczący w stylu wolnym. Brązowy medalista igrzysk azjatyckich w 2022, a także mistrzostw Azji w 2025 roku.